# テオドロ・デュクレール
カルロ・テオドロ・デュクレール（Carlo Teodoro Duclère、1812年5月24日 - 1869年）は、フランス生まれの父親を持つイタリアの画家である。ナポリの海辺の街、ポジリポなどで風景を描いた「ポジリポ派（Scuola di Posillipo）」の画家の一人である。

## 略歴
ナポリで生まれた。父親は1788年頃にフランス、セーヌ＝エ＝マルヌ県で生まれた人物である。父親はナポレオン戦争でフランス軍とイタリアに入って来て、ローマでイタリア女性と知り合い、結婚してナポリに住み、税関の職員として働き安定した暮らしをした
。
テオドロ・デュクレールは早くから美術に興味を持ち、オランダ生まれの画家ピトルー (Antonie Sminck Pitloo) の私塾で学び、入学年齢に達すると、ピトルーが教授を務めていたナポリ美術アカデミーに入学した。1829年からアカデミーの絵画コンクールに参加し、この頃サルヴァトーレ・フェルゴーラ（1796-1874）やジャチント・ジガンデ（Giacinto Gigante: 1806–1876）といった「ポジリポ派」の画家たちから影響を受けた 。 
アカデミーを卒業した後、南イタリアを旅し、シチリアやプッリャ州、カンパニア州を訪れた後、ナポリに戻り、1838年に師匠のピトルーの娘と結婚した。
ナポリで美術家として成功した。1849年3月に革命派の政治家パオロ・エミリオ・インブリアーニ（Paolo Emilio Imbriani）に依頼されて、美術アカデミーの改革委員会の委員に選ばれた。南イタリアが、1861年にイタリアに統一された後、いくつかの公的な仕事に参加した。
1869年にナポリで亡くなった。

## 作品

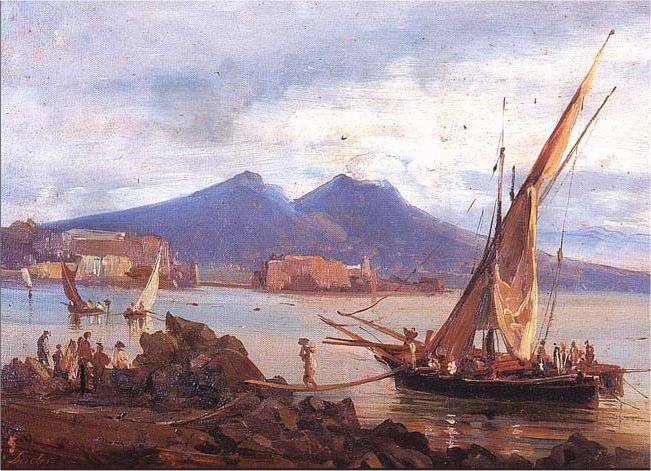
メルジェリーナ港（ナポリ）
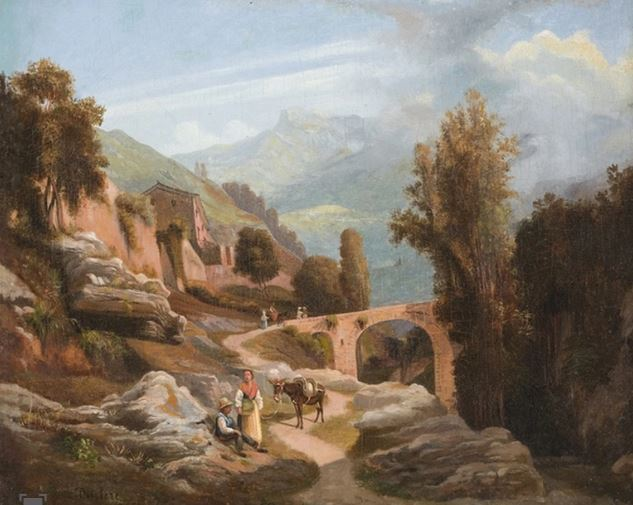
カーヴァ・デ・ティッレーニの橋
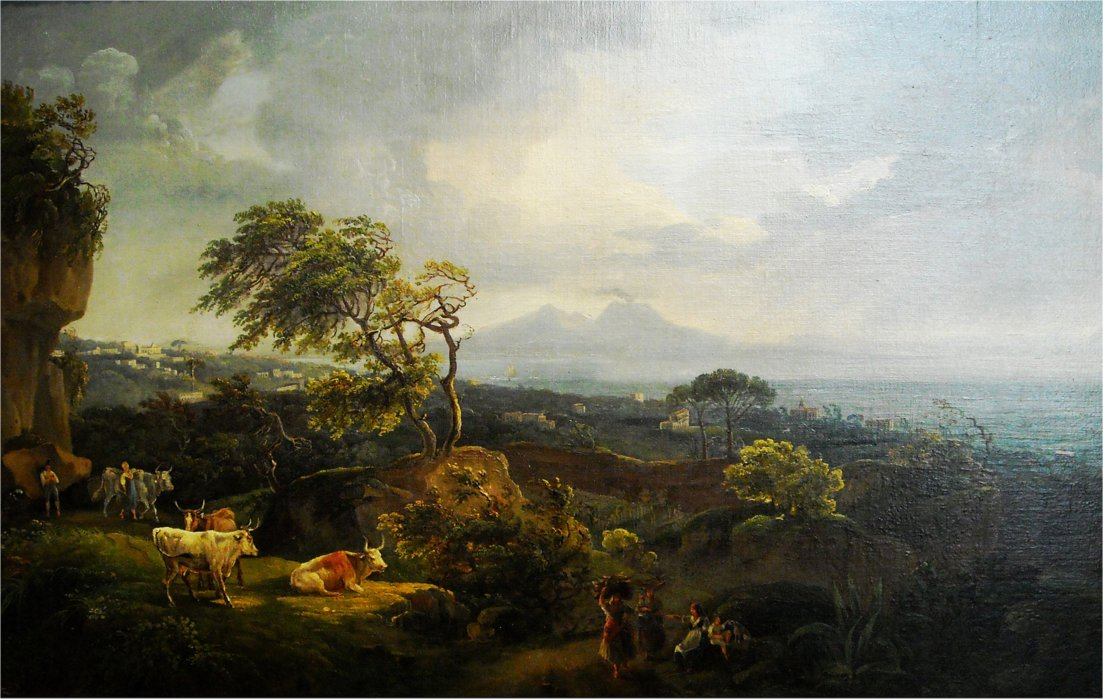
ヴェスヴィオ山とナポリの眺め